# La Junta, Huajuapan de León
La Junta är en ort i Mexiko.   Den ligger i kommunen Heroica Ciudad de Huajuapan de León och delstaten Oaxaca, i den sydöstra delen av landet, 230 km sydost om huvudstaden Mexico City. La Junta ligger 1 614 meter över havet och antalet invånare är 1 015.
Terrängen runt La Junta är huvudsakligen kuperad, men åt sydväst är den platt. La Junta ligger nere i en dal. Runt La Junta är det glesbefolkat, med 15 invånare per kvadratkilometer. Närmaste större samhälle är Ciudad de Huajuapan de León, 4,2 km sydväst om La Junta. I omgivningarna runt La Junta växer huvudsakligen savannskog.